# Медицинский антисептический раствор
Медици́нский антисепти́ческий раствор — медикамент, состоящий из смеси очищенной воды со спиртом этанолом в высокой концентрации (40, 70, 90 или 95 %). Применяется как универсальный местный антисептик и сосудорасширяющее средство. Входит в перечень ЖНВЛП и ОНЛС.

## Лекарственная форма
Спиртовой раствор для наружного применения и приготовления лекарственных форм.

## Фармакологическое действие
Противомикробное средство, при местном применении оказывает антисептическое действие (денатурирует белки микроорганизмов). Активен в отношении грамположительных и грамотрицательных бактерий и вирусов. Является растворителем для ряда ЛС, а также экстрагентом для ряда веществ, содержащихся в лекарственном растительном сырье.

## Показания
Лечение начальных стадий заболеваний: фурункул, панариций, мастит; обработка рук хирурга (способы Фюрбрингера, Альфельда), операционного поля (в том числе у лиц с повышенной чувствительностью к др. антисептикам, у детей и при операциях на областях с тонкой кожей у взрослых — шея, лицо). Консервация биологического материала, изготовление лекарственных форм для наружного применения, настоек, экстрактов. В качестве местнораздражающего ЛС.

## Противопоказания
Гиперчувствительность.

## Режим дозирования
Наружно, в виде примочек. Для обработки операционного поля и предоперационной дезинфекции рук хирурга используют 70 % раствор, для компрессов и обтираний (во избежание ожога) рекомендуется использовать 40 % раствор. 95 % раствор должен быть разведён до необходимых концентраций и использован по показаниям. В качестве раздражающего ЛС — в виде обтираний и компрессов. Внутрь применяют в соответствии с инструкциями по медицинскому применению лекарственных форм, приготовленных на основе этанола.

## Побочные эффекты
Аллергические реакции, ожоги кожи, гиперемия и болезненность кожи в месте наложения компресса. При наружном применении частично всасывается через кожу и слизистые оболочки и может оказывать общетоксическое резорбтивное действие (угнетение ЦНС).
Этанол при наружном применении частично всасывается через кожу и слизистые оболочки, что нужно учитывать при его использовании у детей, беременных и в период лактации.

## Лекарственное взаимодействие
При одновременном применении усиливает действие препаратов, оказывающих угнетающее влияние на ЦНС, сердечно-сосудистую систему, дыхательный центр.
При приеме внутрь с препаратами, оказывающими ингибирующее влияние на фермент альдегиддегидрогеназу, в организме увеличивается концентрация ацетальдегида, что может вызвать тошноту, рвоту, общее недомогание, тахикардию, снижение АД.
Этанол усиливает эффективность хлоргексидина.

## Условия отпуска из аптек
По рецепту.

## Применение
Используется для обработки кожи при катетеризации центральных вен у новорожденных, находящихся на лечении в отделениях реанимации и интенсивной терапии.
Эффективен против коронавируса COVID-19 при дезинфекции помещений.